# فرناندو فيوريلو
فرناندو فيوريلو (بالإسبانية: Fernando Fiorillo)‏ هو لاعب كرة قدم كولومبي في مركز الوسط، ولد في 23 نوفمبر 1956 في Soledad, Atlántico ‏ في كولومبيا. شارك مع منتخب كولومبيا لكرة القدم. أما مع النوادي، فقد لعب مع أتلتيكو جونيور وأتليتيكو بوكارامانغا وإنديبندينتي ميديلين.

## وصلات خارجية
- فرناندو فيوريلو على موقع الاتحاد الدولي (مؤرشف)  (الإنجليزية)
- فرناندو فيوريلو على موقع ناشيونال فوتبول تيمز (الإنجليزية)
- فرناندو فيوريلو على موقع أوليمبيديا (الإنجليزية)